# Сердца эпохи
«Сердца на склоне лет» (англ. The Hearts of Age) — ранний фильм, снятый Орсоном Уэллсом. Этот восьмиминутный короткометражный фильм был снят им в соавторстве с другом Уильямом Вэнсом в 1934 году. В фильме снимались первая жена Уэллса, Вирджиния Николсон, и сам Уэллс. Он снял фильм, ещё посещая школу Тодда для мальчиков в Вудстоке, штат Иллинойс, в возрасте 19 лет.

## Сюжет
Пожилая женщина сидит на колоколе, который раскачивается взад-вперед, в то время как слуга в чёрном дергает за веревку. На верхней площадке лестницы появляется щеголеватый джентльмен и снимает шляпу перед дамой; он улыбается и привлекает её внимание. Она не отвечает, но слуга вешается. Сцена сменяется затемненным интерьером: джентльмен сидит за роялем и играет, но что-то не так. Он открывает крышку пианино и обнаруживает, что внутри лежит мертвая женщина. Он листает несколько карточек в форме надгробий с разными надписями — «Спит», «В покое», «С Господом» — и, наконец, выбирает ту, на которой написано «Конец».

## В ролях
- Орсон Уэллс в роли смерти
- Вирджиния Николсон в роли Старухи/Keystone Kop
- Уильям Вэнс в роли индейца в одеяле
- Эджертон Пол в роли звонаря в фильме «Черное лицо»
- Блэки О’Нил

## Предыстория
Действие фильма, как оно есть, перемежается случайными кадрами колоколов, надгробий, церковного креста и других изображений, иногда напечатанных на негативе. Много лет спустя Уэллс признал, что фильм был имитацией ранних сюрреалистических фильмов Луиса Бунюэля и Жана Кокто. Он не считал это серьёзной работой, и его забавляла мысль о том, что она может быть добавлена к его творческому канону.
Многие указывают на «Сердца века» как на важный предшественник первого голливудского фильма Уэллса «Гражданин Кейн». Уэллс и Вэнс были друзьями по колледжу. Единственным другим фильмом последнего является ещё одна студенческая короткометражка — экранизация доктора Джекила и мистера Хайда 1932 года.
Член актёрского состава Чарльз «Блэки» О’Нил стал сценаристом (Седьмая жертва) и отцом актёра Райана О’Нила